# جماعت انصار السنه
انصار السنه (به عربی: جماعة أنصار السنه) یک گروه شورشی در عراق است. رهبری این سازمان بر عهده ابوعبدالله الشافعی است.